# Welcome to My Truth
A Welcome to My Truth Anastacia amerikai énekesnő harmadik kislemeze harmadik, Anastacia című stúdióalbumáról. 2004. november 8-án jelent meg, csak Európában. A dalt Anastacia apjához fűződő érzelmei (apja elhagyta a családot Anastacia kiskorában) és az énekesnő mellrákkal való küzdelme ihlette. Bár a dal nem aratott akkora sikert, mint az album előző két kislemeze, a Left Outside Alone és a Sick and Tired, egyes országokban, például Hollandiában, Olasz- és Spanyolországban sikeres lett.

## Videóklip
A dal videóklipjét Diane Martel rendezte, és a kaliforniai Napa Valleyben forgatták július 17.–18-án. A klipben egy kislány nézi, amint szülei veszekednek, majd az apa távozik a házból. A kislány az iskolában készít egy képet, amiért díjat kap. Otthon kiteszi a hűtőre, hogy az anyja lássa és büszke legyen rá, az anyja azonban túl szomorú és nem veszi észre, ami elszomorítja a gyereket. Ezután a kislány egy vidám képet fest, majd látjuk, ahogy Anastacia átöleli őt a kertben, ami azt jelképezi, hogy leküzdötte múltbéli fájdalmát.

## Számlista
CD kislemez (Egyesült Királyság)
1. Welcome to My Truth – 4:03
2. Left Outside Alone (Jason Nevins Mix Show Edit)

CD maxi kislemez (Egyesült Királyság)
1. Welcome to My Truth – 4:03
2. The Saddest Part – 4:10
3. Left Outside Alone (Jason Nevins Global Club Edit) – 3:48
4. Welcome to My Truth (Live Version) – 4:06
5. Welcome to My Truth (videóklip)

CD kislemez (Európa)
1. Welcome to My Truth – 4:03
2. The Saddest Part – 4:10

CD maxi kislemez (Európa)
1. Welcome to My Truth – 4:03
2. The Saddest Part – 4:10
3. Sick and Tired (Live from The Hospital) – 3:59
4. Welcome to My Truth (videóklip)

CD kislemez (Ausztrália)
1. Welcome to My Truth – 4:03
2. The Saddest Part – 4:10
3. Sick and Tired (Live from The Hospital) – 3:59

## Helyezések
| Slágerlista (2004)             | Legmagasabb helyezés |
| ------------------------------ | -------------------- |
| Ausztrál kislemezlista         | 41                   |
| Belga kislemezlista (Flandria) | 2                    |
| Belga kislemezlista (Vallónia) | 3                    |
| Brit kislemezlista             | 25                   |
| Holland Top 40                 | 14                   |
| Ír kislemezlista               | 23                   |
| Német kislemezlista            | 30                   |
| Olasz kislemezlista            | 10                   |
| Osztrák kislemezlista          | 41                   |
| Spanyol kislemezlista          | 4                    |
| Svájci kislemezlista           | 35                   |
| Slágerlista (2005)             | Legmagasabb helyezés |
| Dán kislemezlista              | 18                   |
| Magyar rádiós játszási lista   | 24                   |
| Svéd kislemezlista             | 49                   |